# Баса (Венеција)
Баса (итал. Bassa) је насеље у Италији у округу Венеција, региону Венето.
Према процени из 2011. у насељу је живело 301 становника. Насеље се налази на надморској висини од 7 м.